# Eleanor Tomlinson
Eleanor May Tomlinson, född 19 maj 1992 i London, Storbritannien, är en brittisk skådespelerska. Hon är bland annat känd för sin roll som prinsessan Isabelle i filmen Jack the Giant Slayer och för TV-serien Poldark.

## Filmografi
- Falling - Little Daphne with Branklyn
- Illusionisten - Young Sophie
- Einstein and Eddington - Agnes Müller
- Angus, Thongs and Perfect Snogging - Jas
- The Sarah Jane Adventures - Eve
- Alice i Underlandet - Fiona Chattaway
- The Lost Future - Miru
- Styria - Lara
- Educazione Siberiana - Xenya
- Jack the Giant Slayer - Princess Isabelle
- The White Queen - Isabel Neville, Duchess of Clarence
- Death Comes to Pemberley - Georgiana Darcy
- The Labours of Hercules - Alice Cunningham
- Poldark - Demelza
- Love Wedding Repeat - Hayley
- 2021–2022 – The Outlaws (TV-serie)
- 2024 – En dag (TV-serie)